# Boucle du Mouhoun
Boucle du Mouhoun ist eine von 13 Regionen, in die der westafrikanische Staat Burkina Faso administrativ aufgeteilt ist. Hauptstadt ist Dédougou. Die im Westen liegende Region umfasst die Provinzen Balé, Banwa, Kossi, Mouhoun, Nayala sowie Sourou und grenzt im Osten an Centre-Ouest, im Süden an Hauts-Bassins, im Nordosten an Nord und im Westen an den Staat Mali.
Auf 34.479 km² Fläche leben 1.898.133 Einwohner (Zensus 2019), vor allem Sanan und Bwaba, die größtenteils islamischen Glaubens sind.
| Provinz | Hauptstadt | Einwohner (Census 2006) |
| ------- | ---------- | ----------------------- |
| Balé    | Boromo     | 213.897                 |
| Banwa   | Solenzo    | 267.934                 |
| Kossi   | Nouna      | 272.223                 |
| Mouhoun | Dédougou   | 298.008                 |
| Nayala  | Toma       | 162.869                 |
| Sourou  | Tougan     | 219.826                 |

Die Goldminen in Boucle du Mouhoun sind die bedeutendsten in Burkina Faso, außerdem existieren Vorkommen an Diamanten und Bauxit. Die Region ist kaum industrialisiert, der Großteil der Bevölkerung betreibt Subsistenzlandwirtschaft.